# Alma Kuula
Alma Kuula (Sint Petersburg, 5 februari 1884 – Skinnarila, 8 oktober 1941) was een Fins zangeres van liederen en oratoria. Haar stembereik was sopraan.
Alma Johanna Silventoinen werd in Sint Peterburg geboren in een Rusland, dat de macht had in Finland. Ze was de oudste dochter van zilversmid Peter Adolf Juhonpoika Silventoinen (1852-1916) en Henrika Johanna Häggson (1856-1927). Haar zuster Oili Siikaniemi (1888-1932) was eveneens zanger, maar ook taallerares. In 1914 huwde ze componist Toivo Kuula, die ze toen al jarenlang kende. Zij was zijn tweede vrouw. Zo zong ze onder meer met hem in Parijs. Uit dat huwelijk kwam voort de pianiste Sinikka Kuula-Marttinen (1917-1981).
Ze kreeg haar muzikale opleiding van 1903 tot 1908 in Helsinki van Alexander Ahnger en Abraham Ojanperä. Er volgden verdere studies te Milaan, Parijs, Berlijn en Rome. Haar debuut vond plaats in 1911 te Helsinki. Ze concerteerde in Finland, Rusland, de Baltische staten, Italië en Duitsland. Naast zingen gaf ze ook zangles.
Kuula’s opus 12 Merenkylpijäneidot is specifiek voor haar geschreven tijdens een gezamenlijk verblijf in Versailles (1909).
- International Standard Name Identifier: 0000 0000 6200 5203
- Library of Congress Control Number: nb2009015592
- MusicBrainz: 6d19f47e-3c91-436f-b944-d2e8860b396c
- Virtual International Authority File: 90488982
- WorldCat: E39PBJgXbQybWy4DTYX4DYJv73